# بیگ کریک (ویرجینیای غربی)
بیگ کریک(به انگلیسی: Big Creek) شهری در ایالت ویرجینیای غربی کشور ایالات متحده آمریکا است که جمعیت آن در سرشماری سال ۲۰۱۰ میلادی، ۲۳۷ نفر بوده‌است.